# باش خلج
باش‌ خلج هي قرية في مقاطعة هشترود، إيران. عدد سكان هذه القرية هو 135 في سنة 2006.